# PTMS
PTMS (англ. Parathymosin) – білок, який кодується однойменним геном, розташованим у людей на короткому плечі 12-ї хромосоми. Довжина поліпептидного ланцюга білка становить 102 амінокислот, а молекулярна маса — 11 530.
| 10         |  | 20         |  | 30         |  | 40         |  | 50         |
| ---------- |  | ---------- |  | ---------- |  | ---------- |  | ---------- |
| MSEKSVEAAA |  | ELSAKDLKEK |  | KEKVEEKASR |  | KERKKEVVEE |  | EENGAEEEEE |
| ETAEDGEEED |  | EGEEEDEEEE |  | EEDDEGPALK |  | RAAEEEDEAD |  | PKRQKTENGA |
| SA         |  |            |  |            |  |            |  |            |

A: Аланін

D: Аспарагінова кислота

E: Глутамінова кислота

G: Гліцин

K: Лізин

L: Лейцин

M: Метіонін

N: Аспарагін

P: Пролін

Q: Глутамін

R: Аргінін

S: Серин

T: Треонін

Кодований геном білок за функцією належить до фосфопротеїнів. 
Задіяний у таких біологічних процесах, як імунітет, ацетилювання. 